# CCC (Unternehmen)
CCC ist ein börsennotiertes Unternehmen aus Polen mit Sitz in Polkowice. Das Unternehmen vertreibt Schuhe und Pflegeprodukte, Handtaschen, Lederaccessoires (Gürtel, Geldbörsen etc.), Schmuck sowie Fahrrad-Equipment (u. a. Helme, Brillen, Radsportkleidung) im Einzelhandel im mittel- und osteuropäischen Markt und war bis zum 25. März 2025 im polnischen Mittelwerteindex mWIG40 der Warschauer Wertpapierbörse gelistet.

## Geschichte

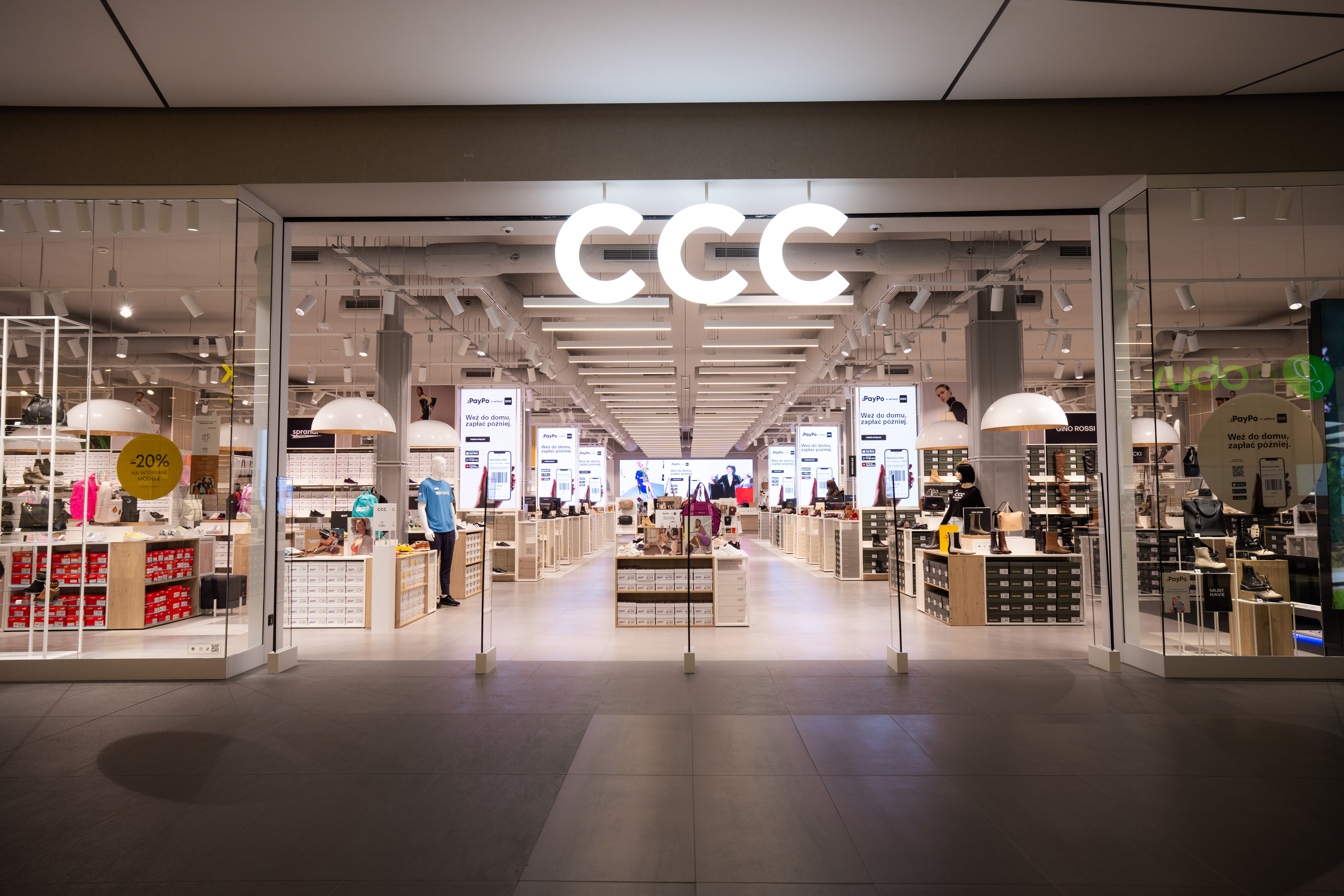
CCC-Geschäft in Polen, 2021

Anfang der Neunzigerjahre gründete Dariusz Miłek das Handelsunternehmen Miłek, dessen Unternehmensgegenstand der Groß- und Einzelhandel mit Schuhen darstellte. Ab dem Jahr 1996 erfolgte die Ausweitung der Aktivitäten im Rahmen eines Franchise-Konzepts unter dem Namen Żółta Stopa (dt. ‚gelber Fuß‘).
Im Jahr 1999 gründete Miłek die Gesellschaft CCC Sp. z o. o. – die Abkürzung CCC steht dabei für „Cena czyni cuda“ (dt. etwa ‚Der Preis bewirkt Wunder‘). Im April 2001 eröffnete das Unternehmen seinen neuen Hauptsitz und Logistikstandort in Polkowice, einer Stadt in der Sonderwirtschaftszone Legnica in Niederschlesien. Zeitgleich nahm mit der Gesellschaft CCC Factory Sp. z o. o. der erste Produktionsbetrieb der Unternehmensgruppe seine Tätigkeit auf.
Nachdem im Juni 2004 ein Wechsel der Rechtsform des Unternehmens hin zu einer Spółka Akcyjna stattgefunden hatte, erfolgte noch im selben Jahr der Börsengang des Unternehmens an der Warschauer Wertpapierbörse. Der erste Handelstag der Aktie war der 22. Dezember 2004; der Unternehmensgründer und Vorstandsvorsitzende Dariusz Miłek blieb zunächst Mehrheitsaktionär. Im Dezember 2004 erfolgte mit der Gründung der CCC Czech s.r.o. mit Sitz in Prag die Aufnahme der Geschäftstätigkeit im europäischen Ausland. Die Erschließung weiterer europäischer Märkte wurde durch die Gründung weiterer Tochtergesellschaften in den Jahren 2012 (Slowakei, Ungarn), 2013 (Österreich, Kroatien, Slowenien, Deutschland) und 2014 (Bulgarien) möglich.

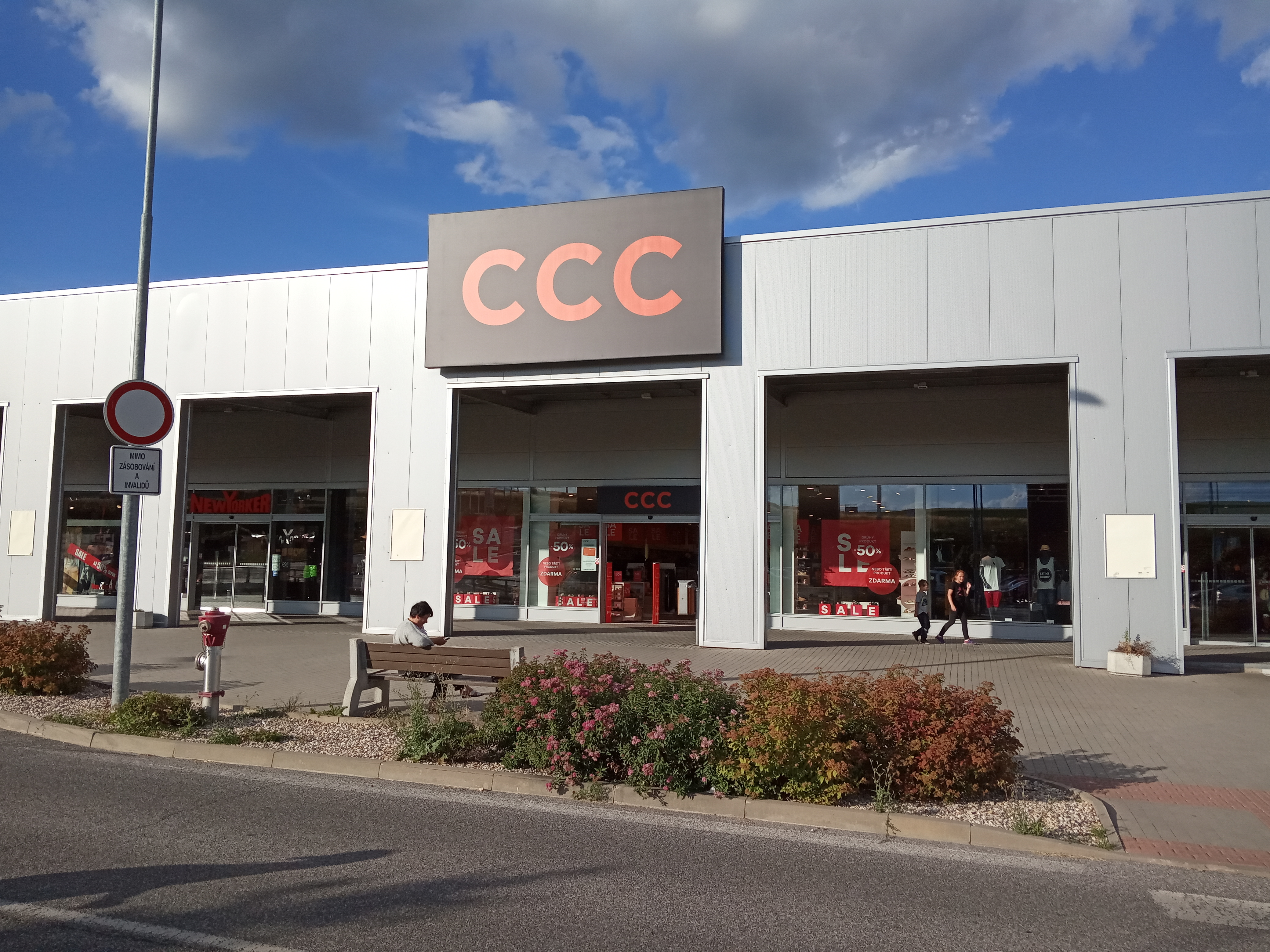
CCC-Geschäft im tschechischen Trutnov, 2019

Im Dezember 2015 wurde die Aktie des Unternehmens in den WIG 20-Index der Warschauer Wertpapierbörse aufgenommen, der die 20 bedeutendsten polnischen Unternehmen nach Marktkapitalisierung abbildet.
Im Jahr 2016 übernahm das Unternehmen 74,99 Prozent der Anteile an der Gesellschaft eobuwie.pl S.A. mit Sitz in Zielona Góra, dem Marktführer im Bereich des Online-Handels mit Schuhen in Polen; unter dem Namen Eschuhe.de ist eobuwie.pl auch auf dem deutschen Markt aktiv.
Kurz zuvor hatte eobuwie.pl noch einen eigenen Börsengang im dritten Quartal 2016 angestrebt. CCC erwarb im Rahmen dieser Transaktion zudem die Option auf den Kauf der verbleibenden eobuwie.pl-Aktien bis zum Jahr 2020. Im selben Jahr gründete CCC Tochtergesellschaften in Serbien und Russland mit dem Ziel, die Produkte des Unternehmens in den dortigen Märkten zu vertreiben.
Im April 2018 einigte sich CCC mit Adler International, einem Franchisenehmer, auf die Übernahme aller 41 durch Adler betriebenen polnischen CCC-Geschäfte (darunter vier im Bau) für 68,5 Mio. Złoty (ca. 16,1 Mio. Euro). Die zuständige Wettbewerbsbehörde, der Urząd Ochrony Konkurencji i Konsumentów genehmigte die Transaktion im Juni 2018. Adler International soll einen Teil der auf diese Weise erlösten Mittel dafür verwenden, das CCC-Franchisegeschäft in der Ukraine auszubauen und soll dort bis zum Jahr 2021 50 neue Geschäfte eröffnen.
Eine ähnliche Transaktion erfolgte ebenfalls im April 2018 mit dem Unternehmen Peeraj Brands International – CCC übernahm zu diesem Zeitpunkt 100 Prozent der Aktien des rumänischen Unternehmens Shoe Express von Peeraj Brands für 33 Mio. Euro. Das Unternehmen hatte zuvor die rumänischen CCC-Stores als Franchisenehmer betrieben.
Im Oktober 2018 wurde bekannt, dass das Unternehmen einen Börsengang der Tochter eobuwie.pl an der Warschauer Wertpapierbörse vorbereitet.
Im November 2018 schloss der CCC-Konzern die Übernahme von 51 Prozent der Aktien des auf Damenschuhe spezialisierten Onlineshops DeeZee.pl für 13 Mio. Złoty (ca. 3,1 Mio. Euro) ab und erwarb zugleich die Option auf den Erwerb der verbleibenden Aktien im Verlauf der folgenden fünf Jahre.
Im November 2018 wurde bekannt, dass die CCC-Gruppe und die HR Group GmbH & Co. KG (z. B. durch Reno bekannt) in Verhandlungen über eine Transaktion stehen, im Rahmen derer die CCC-Gruppe alle Anteile an der deutschen Tochter CCC Germany GmbH mit Sitz in Frankfurt am Main an die HR Group verkauft und im Gegenzug ein Minderheitspaket von 32,84 Prozent der Aktien der HR Group erwirbt. Darüber hinaus soll die Transaktion auch die Option auf den Erwerb weiterer, gegenwärtig durch die capiton V GmbH & Co. Beteiligungs KG gehaltener, Aktien der HR Group enthalten. Manche der bestehenden 79 deutschen CCC-Filialen würden dabei zukünftig unter der Marke Reno weitergeführt, andere geschlossen werden.
2018 beteiligte sich die CCC-Gruppe für 10 Mio. Schweizer Franken zu 70 Prozent an der zweitgrößten Schweizer Schuh-Einzelhandelskette Karl Vögele AG mit ca. 200 Filialen. Die Transaktion umfasste zudem die Option auf den Erwerb der verbleibenden 30 Prozent der Aktien, welche vom gegenwärtigen Verwaltungsratsvorsitzenden Max Manuel Vögele gehalten werden, ab dem Jahr 2021.
Im Februar 2019 erwarb CCC 66,13 Prozent der Aktien des in Słupsk ansässigen Konkurrenten Gino Rossi für 0,40 Złoty pro Aktie. Im Mai 2019 konnte CCC seinen Anteil durch den Erwerb neuer Aktien aus einer Kapitalerhöhung von Gino Rossi zunächst auf 90,02 Prozent erhöhen; im Juli 2019 übernahm CCC die verbleibenden, zuvor im Streubesitz befindlichen 9,98 Prozent der Gino Rossi-Aktien im Rahmen eines Squeeze-outs.
Darüber hinaus erwarb CCC im Februar 2019 30,55 Prozent der Aktien der luxemburgischen Hamm Reno Group Holding S.á.r.L., welche Eigentümerin der ca. 400 Reno-Märkte in Deutschland ist.:12 Damit ist der Konzern nunmehr (indirekt) auch wieder auf dem deutschen Markt aktiv, nachdem die deutschen CCC-Geschäfte zuvor geschlossen worden waren.
Im April 2019 begann CCC mit der Eröffnung eines ersten Geschäfts in Katar die Expansion des Konzerns in den Nahen Osten; Geschäfte in Bahrain, Oman und Saudi-Arabien folgten im weiteren Verlauf des Jahres.:12 Das Unternehmen hatte im Januar 2018 bekannt gegeben, in diese Länder expandieren zu wollen.

## Filialstandorte
Etwa die Hälfte der Filialen betreibt CCC im polnischen Heimatmarkt. Darüber hinaus existieren Standorte in weiteren mittel- und osteuropäischen Ländern, welche zum Teil im Rahmen eines Franchise-Konzepts betrieben werden.
| Land                         | Eigene Geschäfte | Franchise-Geschäfte |
| ---------------------------- | ---------------- | ------------------- |
| Polen                        | 473              | 0                   |
| Tschechien                   | 96               | 0                   |
| Ungarn                       | 80               | 0                   |
| Rumänien                     | 71               | 0                   |
| Slowakei                     | 53               | 0                   |
| Österreich                   | 50               | 0                   |
| Kroatien                     | 29               | 0                   |
| Russland                     | 41               | 0                   |
| Slowenien                    | 18               | 0                   |
| Bulgarien                    | 17               | 0                   |
| Serbien                      | 14               | 0                   |
| Ukraine                      | 0                | 17                  |
| Lettland                     | 0                | 7                   |
| Litauen                      | 0                | 4                   |
| Estland                      | 0                | 4                   |
| Republik Moldau              | 0                | 1                   |
| Saudi-Arabien                | 0                | 1                   |
| Bahrain                      | 0                | 1                   |
| Katar                        | 0                | 1                   |
| Kosovo                       | 0                | 2                   |
| Oman                         | 0                | 1                   |
| Vereinigte Arabische Emirate | 0                | 4                   |
| Schweiz (Vögele Shoes)       | 179              | 0                   |
| Gino Rossi                   | 50               | 9                   |
| eobuwie                      | 19               | 0                   |
| Gesamt                       | 1190             | 52                  |

## Konzernstruktur
Die CCC S.A. hält als Konzernmutter Beteiligungen an Tochtergesellschaften in mehreren europäischen Ländern.
| Gesellschaft                                 | Sitz der Gesellschaft              | Tätigkeitsfeld                           | Beteiligung   |
| -------------------------------------------- | ---------------------------------- | ---------------------------------------- | ------------- |
| CCC Factory Sp. z o. o.                      | Polkowice, Polen                   | Herstellung von Schuhen                  | 100 Prozent   |
| CCC Czech s.r.o.                             | Prag, Tschechien                   | Einzelhandel                             | 100 Prozent   |
| CCC Slovakia s.r.o.                          | Bratislava, Slowakei               | Einzelhandel                             | 100 Prozent   |
| CCC Hungary Shoes Kft.                       | Budapest, Ungarn                   | Einzelhandel                             | 100 Prozent   |
| CCC Austria Ges.m.b.H.                       | Graz, Österreich                   | Einzelhandel                             | 100 Prozent   |
| CCC Obutev d.o.o.                            | Maribor, Slowenien                 | Einzelhandel                             | 100 Prozent   |
| CCC Hrvatska d.o.o.                          | Zagreb, Kroatien                   | Einzelhandel                             | 100 Prozent   |
| CCC Germany G.m.b.h. (bis 31.01.2019)        | Frankfurt am Main, Deutschland     | Einzelhandel                             |               |
| CCC Shoes Ayakkabycylyk Limited Sirketi      | Istanbul, Türkei                   | Einzelhandel                             | 100 Prozent   |
| CCC Isle of Man                              | Douglas, Isle of Man               | Dienstleistungen                         | 50 Prozent    |
| CCC.eu sp. z o.o.                            | Polkowice, Polen                   | Zentraleinkauf, Großhandel               | 100 Prozent   |
| CCC Shoes & Bags sp. z o.o.                  | Polkowice, Polen                   | Investitionen                            | 100 Prozent   |
| CCC Shoes Bulgaria EOOD                      | Sofia, Bulgarien                   | Einzelhandel                             | 100 Prozent   |
| eobuwie S.A.                                 | Zielona Góra, Polen                | e-commerce                               | 74,99 Prozent |
| NG2 Suisse sarl                              | Zug, Schweiz                       | Verwaltung von Schutz- und Markenrechten | 100 Prozent   |
| CCC Shoes & Bags d.o.o. Beograd-Novi Beograd | Belgrad, Serbien                   | Einzelhandel                             | 100 Prozent   |
| eschuhe.de UG                                | Frankfurt an der Oder, Deutschland | Einzelhandel                             | 74,99 Prozent |
| Traf Logistics sp. z o. o.                   | Zielona Góra, Polen                | Logistik                                 | 74,99 Prozent |
| CCC Russia OOO                               | Moskau, Russland                   | Einzelhandel                             | 75 Prozent    |
| Shoe Express S.A.                            | Bukarest, Rumänien                 | Einzelhandel                             | 100 Prozent   |
| Karl Voegele AG                              | Uznach, Schweiz                    | Einzelhandel                             | 70 Prozent    |
| DeeZee Sp. z o. o                            | Krakau, Polen                      | Einzelhandel                             | 51 Prozent    |
| Gino Rossi S.A. (seit 20.02.2019)            | Krakau, Polen                      | Einzelhandel                             | 100 Prozent   |
| HR Group                                     | Berlin, Deutschland                | Einzelhandel                             | 30,55 Prozent |

## Aktionärsstruktur
Das Grundkapital der Gesellschaft verteilt sich auf 6.650.000 Namensaktien der Serie A1 sowie insgesamt 34.518.000 Inhaberaktien der Serien A2 bis E und H zu einem Nennwert von je 0,10 PLN.:85
| Anteilseigner                                    | Anzahl gehaltener Aktien | Anteil am Grundkapital | Stimmrechtsanteil |
| ------------------------------------------------ | ------------------------ | ---------------------- | ----------------- |
| ULTRO S.a.r.l (kontrolliert durch Dariusz Miłek) | 11.250.000               | 27,33 Prozent          | 34,94 Prozent     |
| Leszek Gaczorek                                  | 2.000.000                | 4,86 Prozent           | 6,36 Prozent      |
| Aviva OFE Aviva Santander                        | 3.059.136                | 7,43 Prozent           | 6,40 Prozent      |
| Nationale-Nederlanden OFE                        | 3.092.589                | 7,51 Prozent           | 6,47 Prozent      |
| Streubesitz                                      | 21.766.275               | 52,87 Prozent          | 45,83 Prozent     |